# Let's Face the Music
Albums de Shirley Bassey
Shirley Bassey
(1961) Shirley Stops the Shows
(1965)
Singles
Let's Face the Music est le sixième album studio de Shirley Bassey, sorti en 1962. Il est considéré comme son grand succès artistique. Il est classé no 12 au UK Albums Chart, puis no 17 lors de sa ressortie en 1971.
Let's Face the Music contient quelques reprises de chansons populaires comme I Should Care ; Let's Fall in Love ; Imagination ; un succès de Glenn Miller ; I Get a Kick Out of You, un hit de Cole Porter extrait de la comédie musicale Anything Goes et Everything I Have Is Yours. Y sont adjoints quelques standards de jazz comme Let's Face the Music and Dance créé par Fred Astaire en 1936, Spring Is Here ou All of Me. L'album contient le single What Now My Love de Gilbert Bécaud, qui reste 17 semaines au UK Singles Chart où il atteint le no 5.
Let's Face the Music sort en 33 tours. Aux États-Unis, il sort chez United Artists Records sous le titre Shirley Bassey Sings The Hit Song From "Oliver!" avec une pochette et des titres différents (UAS 6765), As Long as He Needs Me remplaçant Spring Is Here et Imagination, All of Me et All the Things You Are étant présenté dans des versions alternatives. Let's Face the Music est réédité une première fois par EMI en 33 tours en 1971 sous le titre What Now My Love puis en disque compact en 1999 sous son titre original.

## Liste des chansons

### Face A
1. Let's Face the Music and Dance (Irving Berlin)
2. I Should Care (Sammy Cahn, Axel Stordahl, Paul Weston)
3. Let's Fall in Love (Harold Arlen, Ted Koehler)
4. The Second Time Around (Sammy Cahn, Jimmy Van Heusen)
5. Imagination (Johnny Burke, Jimmy Van Heusen)
6. All the Things You Are (Oscar Hammerstein II, Jerome Kern)

### Face B
1. I Get a Kick Out of You (Cole Porter)
2. Everything I Have Is Yours (Harold Adamson, Burton Lane)
3. Spring Is Here (Lorenz Hart, Richard Rodgers)
4. All of Me (Gerald Marks, Seymour Simons)
5. I Can't Get You Out of My Mind (Victor Lewis)
6. What Now My Love (Gilbert Bécaud, Pierre Delanoë, Carl Sigman)

## Personnel
- Shirley Bassey – chant
- Norman Newell - producteur
- Nelson Riddle – producteur, arrangements, orchestration